# Shikanosuke Oka
Shikanosuke Oka (岡 鹿之助, Oka Shikoanosuke) est un peintre japonais de paysages, des XIXe – XXe siècles, né en 1898  à Tokyo et mort en 1978. Une partie de son activité se passe en France.

## Biographie
En 1924, après être sorti diplômé de l'Université des arts de Tokyo, Shikanosuke Oka vient en France poursuivre sa formation jusqu'en 1939. Il fréquente l'ensemble de la colonie des peintres japonais établi dans la capitale et notamment Toshio Bandô et Ruytchi Souzouki. Il fait ainsi plusieurs va-et-vient, en 1953, puis il séjourne de nouveau de 1959 à 1961.
Il est l'auteur de deux ouvrages : La peinture française et Les matériaux de la peinture à l'huile.
À Paris, lors de son premier séjour, il participe aux Salons d'Automne, aux Salons des indépendants et aux Salons des Tuileries. Revenu au Japon, il figure à l'Exposition Internationale d'Art du Japon et, en 1963 à Tokyo à l'Exposition d'Art Japonais Contemporain, en 1964 au Musée National d'Art Moderne de Tokyo, à l'Exposition Chefs-d'œuvre de l'Art Japonais, à l'occasion des Jeux olympiques d'été de 1964.
Il est lauréat de plusieurs prix : en 1952, celui du Ministère de l'Éducation; en 1956, le Grand Prix d'Art Contemporain ; en 1957, le prix du journal Mainichi.